# Lista de alcaides de Alenquer
Este anexo contém uma lista de Alcaides-Mores de Alenquer
- Rui Vicente de Penela, alcaide-mor de Alenquer * c. 1220
- Gonçalo Gomes de Azevedo, alcaide-mor de Alenquer *c. 1310[1]
- Rui Gomes de Azevedo, alcaide-mor de Alenquer * c. 1350 (filho de  Gonçalo Gomes de Azevedo)[2]
- Lopo Vaz de Azevedo, 11º almirante de Portugal * c. 1430  (neto de Rui Gomes de Azevedo)[3]
- João de Castilho, alcaide-mor de Alenquer *1510 (filho bastardo de João de Castilho, arquitecto do Manuelino)[4][5]
- Vasco Fernandes César * c. 1580
- Luís César de Meneses, alcaide-mor de Alenquer * c. 1600
- Luís César de Meneses, alcaide-mor de Alenquer * bp 1653
- Vasco Fernandes César, 1º Conde de Sabugosa * 1673